# Остшешув
Остшешув (пол. Ostrzeszów) — місто у Великопольському воєводстві в південно-західній Польщі. Є адміністративним центром однойменних повіту та ґміни.

## Назва
- Остшешув, Осштешів, Остшешов, Острешов, Острешів (пол. Ostrzeszów) — варіанти польської назви.
- Ші́льдберг (нім. Schildberg) — німецька назва у 1818—1918, 1939—1943 роках.
- Вартела́нд (нім. Wartheland) — німецька назва у 1943—1945 роках.

## Географія
Місто розташоване у Великопольщі — історичній області в центрально-західній частині країни, у басейні ріки Варта.

## Історія
1382 року князь Владислав Опольський переказав заснованому в Ченстохові монастирю грошові десятини з чиншів, які збиралися в Остшешуві.
Близько 1793 року тут було 156 домів, 1811—188, близько 1843—225,
1839 року Остшешув отримав міську ординацію.
У 1975—1998 роках місто входило до складу Каліського воєводства.

## Населення
Близько 1793 року тут мешкали 1022 особи, з яких 12 євреїв, 1811—1391, 1816—1497, 1837—2091, близько 1843—2069, з яких 1588 римо-католиків, 186 протестантів, 296 юдеїв, 1867—2388. 1871 року — 2576 осіб, з них 1842 римо-католиків, 339 протестантів, 395 юдеїв, 1182 осіб чоловіої статі, 1394 — жіночої. 1885 року — 2979 осіб (2072 римо-католиків, 466 протестантів, 422 юдеїв).
Демографічна структура станом на 31 березня 2011 року:
|          | Загалом | Допрацездатний вік | Працездатний вік | Постпрацездатний вік |
| -------- | ------- | ------------------ | ---------------- | -------------------- |
| Чоловіки | 7002    | 1385               | 4940             | 677                  |
| Жінки    | 7657    | 1291               | 4668             | 1698                 |
| Разом    | 14659   | 2676               | 9608             | 2375                 |

## Пам'ятки
У місті збереглися:
- неоготична церква Христа-короля (пол. Kościół Chrystusa Króla)[6][7]
- барокова церква Архистратига Михаїла (пол. Kościół św. Michała Archanioła)[8][7]
- дерев'яна церква святого Миколая з ґонтовим дахом (пол. Kościół św. Mikołaja)[9][7]
- готична церква Найсвятішої Діви Марії Внебовзятої (пол. Kościół Najświętszej Maryi Panny Wniebowziętej)[10][7]

## Транспорт
Залізничний двірець розташований близько одного кілометра на схід від центру міста.
Через місто пролягають дороги краєва № 11, воєводські № 444 і № 449; буде проходити дорога «експресова» S11, яка ще будується.

## Відомі люди

### Остшешувські старости
- Францішек Стадницький (1742—1810) — барський конфедерат, дідич, зокрема, Риманова, Дуклі (тут був похований під презбітеіумом місцевого парафіяльного костелу).[11]
- Станіслав Спитек Тарновський (1514—1568) — мечник коронний, великий підскарбій коронний, староста кшешувський, пйотркувський, серадзький.[12]